# Roche des Agneaux
Pour les articles homonymes, voir Agneau (homonymie).
Ne doit pas être confondu avec Montagne des Agneaux.
La roche des Agneaux est un sommet situé dans le département français des Hautes-Alpes en région Provence-Alpes-Côte d'Azur. Il culmine à 2 925 mètres. Ses pentes, accidentées et pentues, ne sont accessibles que par des voies d'escalade. Son sommet est pourvu de deux croix sommitales.

## Localisation
La roche des Agneaux se situe à l'extrémité orientale de la crête du Lauzas. Elle se trouve sur la commune du Monêtier-les-Bains.

## Voies d'accès

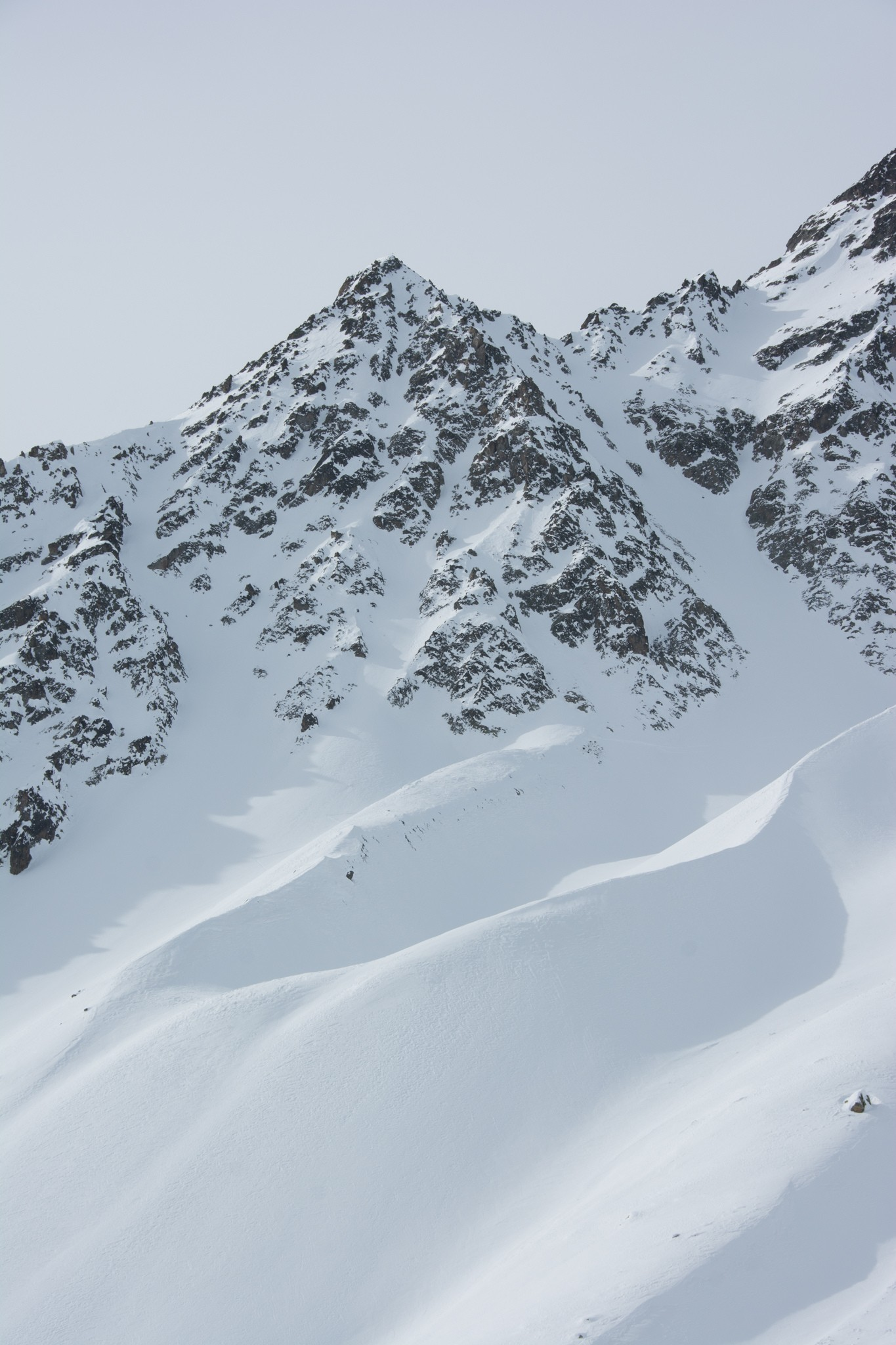
Le couloir Nord.

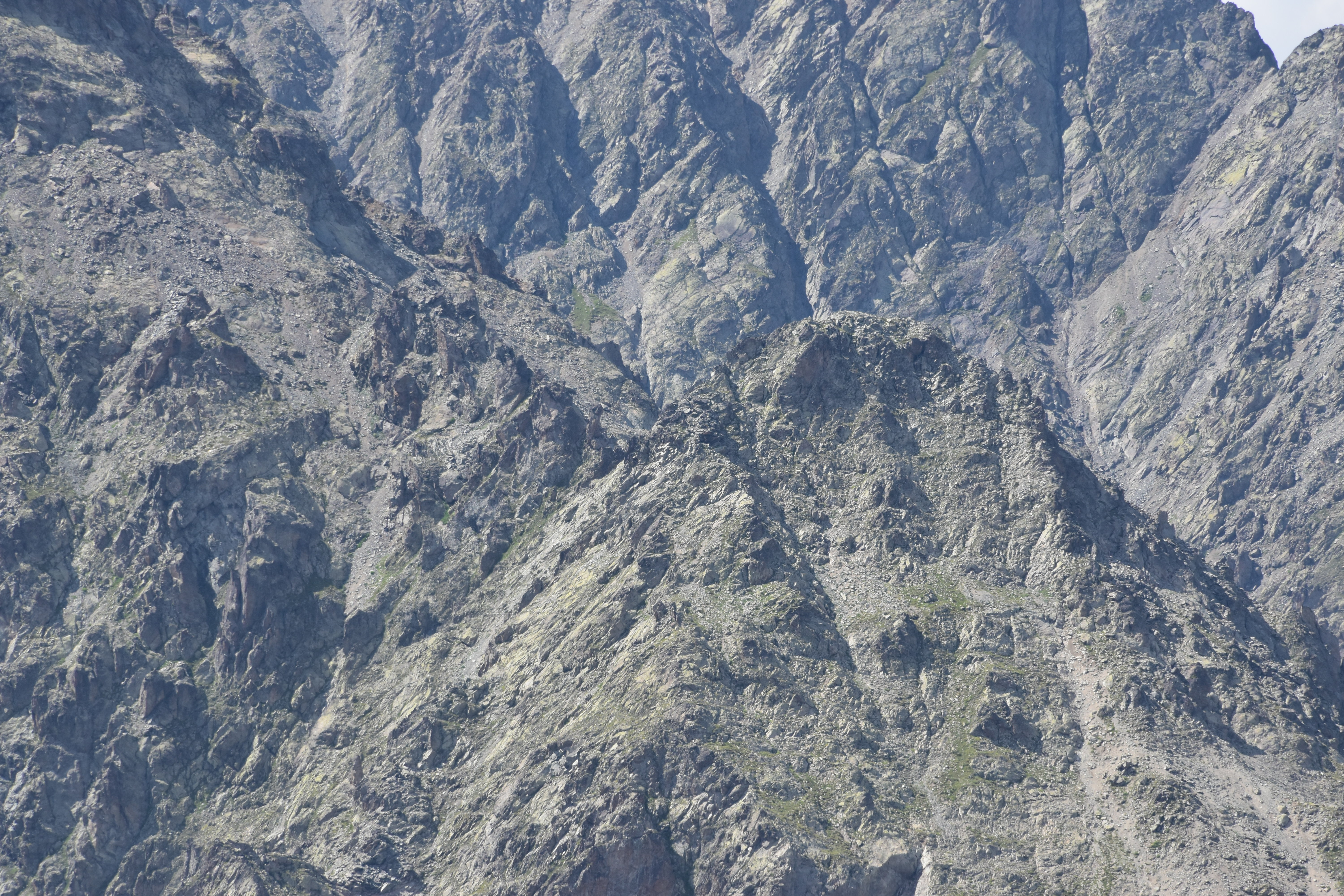
La face Est.

- La voie classique emprunte un couloir nord-sud depuis la moraine de l'ancien glacier des Prés-les-Fonds.
- L'hiver à ski une descente est possible dans un autre couloir plus raide qui donne sur la partie supérieure du vallon du Grand Tabuc.
- Par l'est, une autre descente à ski est possible, elle donne au milieu du vallon du Grand Tabuc.